# 雅江镇
雅江镇，是中华人民共和国重庆市秀山土家族苗族自治县下辖的一个乡镇级行政单位。

## 行政区划
雅江镇下辖以下地区：
雅江社区、江西村、响鼓村、红星村、小贵德村和桂坪村。